# Couture (Charente)
Couture település Franciaországban, Charente megyében. Lakosainak száma 173 fő (2022. január 1.). Couture Poursac, Saint-Front, Saint-Gourson, Saint-Sulpice-de-Ruffec, Ventouse és Aunac-sur-Charente községekkel határos.

## Népesség
A település népessége az elmúlt években az alábbi módon változott:
| Lakosok száma | 252  | 206  | 177  | 159  | 162  | 157  | 159  | 165  | 167  | 173  |
|               | 1968 | 1982 | 1990 | 2006 | 2013 | 2015 | 2017 | 2019 | 2020 | 2022 |